# Catasetum taguariense
Catasetum taguariense är en orkidéart som beskrevs av Lou Christian Menezes och Guido Jozef Braem. Catasetum taguariense ingår i släktet Catasetum och familjen orkidéer. Inga underarter finns listade i Catalogue of Life.